# Uniqplan
Uniqplan – polska grupa muzyczna, powstała w 2010 w Warszawie z inicjatywy Michała Wojtasa, który zaprezentował swoje pomysły perkusiście Konradowi Zielińskiemu, znajomemu z pracy. Po dołączeniu Bartka Lewczuka, poznanego w kościele, oraz Piotra "Kephasa" Pawęski, znalezionego dzięki ogłoszeniu, zespół rozpoczął pracę nad płytą. Zespół wykonuje muzykę indierockową z wpływami nowej fali i elektroniki. Ich debiutancki album Wilderness ukazał się 10 czerwca 2013. Zespół został finalistą konkursu "trendy" i 8 czerwca 2013 wystąpił podczas 11. edycji festiwalu TOPtrendy.

## Dyskografia

### Albumy studyjne
- Wilderness (10 czerwca 2013)[3]

### Minialbumy
- Freeland (2013)

### Single

#### Single promujące albumWilderness
- This Makes Sense (2012)
- Freeland (2013)
- Wilderness (2013)
- Sisi (2013)